# Arcos erythrops
Arcos erythrops е вид лъчеперка от семейство Gobiesocidae. Видът не е застрашен от изчезване.

## Разпространение и местообитание
Разпространен е в Мексико.
Среща се на дълбочина от 2 до 6,5 m, при температура на водата от 24,5 до 24,6 °C и соленост 34,6 – 35 ‰.

## Описание
На дължина достигат до 3,5 cm.